# Rhododendron parmulatum
Rhododendron parmulatum är en ljungväxtart som beskrevs av John Macqueen Cowan. Rhododendron parmulatum ingår i släktet rododendron, och familjen ljungväxter. Inga underarter finns listade i Catalogue of Life.